# O Tempo e o Vento (minissérie)
O Tempo e o Vento é uma minissérie brasileira produzida e exibida pela TV Globo de 22 de abril a 31 de maio de 1985, em 26 capítulos.
Escrita por Doc Comparato com colaboração de Regina Braga, teve direção de Denise Saraceni e Walter Campos. A direção geral foi de Paulo José e a direção de núcleo foi de Ary Nogueira.
Foi livremente inspirada na obra homônima de Érico Veríssimo; apesar de levar o nome da trilogia, a minissérie desenvolve apenas tramas abordadas no primeiro volume da obra, O Continente.

## Trama
A minissérie segue a história de formação do estado de Rio Grande do Sul, através da família Cambará e as lembranças de Bibiana: sua avó Ana Terra, seu marido capitão Rodrigo Cambará, seu filho Bolivar e a ligação deste com Luzia, "a Teiniaguá", seu neto Licurgo (ainda na atualidade prevista).

## Elenco

### 1.ª Fase (Ana Terra)
- Glória Pires - Ana Terra
- Lima Duarte - General Rafael Pinto Bandeira
- Aldo César - Maneco Terra
- Marlise Saueressig - Henriqueta Terra
- Camilo Bevilacqua - Antônio Terra
- Marcos Breda - Horácio Terra
- Kazé Aguiar - Pedro Missioneiro
- Simone Castiel - Eulália Terra
- Camilo Saueressig de Andrade - Pedrinho Terra (Filho de Ana Terra e Pedro)
- Lúcio Yanel - Adolfo
- Pedro de Camargo - Leônidas
- Júlio Leonardi - Dom Fernão de Avelar

### 2.ª Fase (Capitão Rodrigo)
- Tarcísio Meira - Capitão Rodrigo Cambará
- Louise Cardoso - Bibiana Terra Cambará (jovem)
- Mário Lago - Padre Lara
- Gilberto Martinho - Coronel Ricardo Amaral
- Breno Bonin - Bento Amaral (jovem)
- José de Abreu - Juvenal Terra
- Eloísa Mafalda - Arminda Terra
- Ivan de Albuquerque - Pedro Terra
- Edith Siqueira - Maruca (esposa de Juvenal)
- Gilda Sarmento - Natália (mãe de Maruca)
- José Mayer - Aderbal Mena
- Jackson de Souza - Agnaldo Silva
- Cláudio Mamberti - Nicolau
- Nara de Abreu - Paula
- Eleonora Prado - Honorina
- Maria de Lourdes Agnostopoulos - Bruxa Paraguaya
- Antônio Augusto Fagundes - General Bento Gonçalves
- Ibanez Filho - Chico Pinto
- Juliana Bastos - Alemoa (Helga Kuntz, amante de Rodrigo)
- Nicácio Fagundes - Fandanguinho
- Silas Andrade - Dr. Afrânio Guerra
- Mauro Russo - Delegado Alexandre
- Felícia Brites - Laura
- Edwiges Gama - Clotilde
- Flávio Leão - Ezequiel
- Rosângela Hallen - Nice

### 3.ª Fase (A Teiniaguá)
- Lilian Lemmertz - Bibiana (meia-idade)
- Carla Camuratti - Luzia Silva (Teiniaguá)
- Daniel Dantas - Bolívar Terra Cambará
- José Lewgoy - Coronel Bento Amaral
- Edney Giovenazzi - Major Erasmo Graça
- Jackson de Souza - Aguinaldo Silva
- Diogo Vilela - Florêncio Terra (jovem)
- Odilon Wagner - Carl Winter
- Renato Consorte - Padre Romano
- Carlos Kroeber - Dr. Nepomuceno
- Antônio Pompeo - Severino
- Íris Nascimento - Laurinda (jovem)
- Jacyra Silva - Gregória
- Aldo de Maio - Macedo
- David Pinheiro - Dentinho de Ouro
- Ludoval Campos - Tenente Paiva
- Odenir Fraga - Fazendeiro
- Cláudio Alves - Licurgo Silva Terra Cambará (jovem)
- Maria Alves - Novembra
- Suely Franco - Cantora Lírica

### 4.ª Fase (O Sobrado)
- Armando Bogus - Licurgo Silva Terra Cambará
- Lélia Abramo - Bibiana Terra Cambará
- Bárbara Bruno - Alice Terra Cambará
- Bete Mendes - Maria Valéria Terra
- Paulo José - Alvarino Amaral
- Maurício do Valle - Martins
- Vinícius Salvatori - Jango Veiga
- Renato Consorte - Padre Romano
- José Lewgoy - Coronel Bento Amaral
- Oswaldo Louzada - Florêncio Terra
- Chica Xavier - Laurinda
- Augusto Olímpio - Antero
- Chaguinha - Tinoco
- Luthero Luiz - Fandango
- Tonico Pereira - Liroca
- Ivan de Almeida - Inocêncio
- Jayme Del Cueto - Otacílio
- Elton Saldanha - Major Lucena
- Daniel Barcellos - Sacristão
- Adalberto Silva - Firmino
- Willian Guimarães - Marcolino

## Produção
O Tempo e o Vento foi uma das três adaptações literárias (juntamente com Tenda dos Milagres e Grande Sertão: Veredas) que a Rede Globo produziu em comemoração ao seu aniversário de 20 anos; foi a mais ousada produção da emissora até então. Com um alto investimento, a minissérie contou com cerca de 100 personagens, quase seis mil figurantes e aproximadamente mil cenas. A maioria das suas sequências eram gravadas ao ar livre. Ao total, foram quase cinco mil pessoas envolvidas na produção da minissérie.
Para a sua realização, foi construída uma cidade cenográfica de 40 mil m² em Pedra de Guaratiba, projetada por Mário Monteiro, baseada na descrição do livro, com as mesmas ruas largas, as mesmas quadras e o sol marcando a passagem do tempo sobre as casas. O principal ponto de referência da cidade é uma figueira centenária, parte fundamental da cenografia, elaborada para caracterizar a ação do tempo e do vento ao longo dos 150 anos de história. A direção de arte e figurinos teve assessoria de Antônio Augusto Fagundes, um dos mais conhecidos tradicionalistas do Rio Grande do Sul. A trilha sonora foi composta por Tom Jobim.
Programado para ir ao ar em 22 de abril de 1985, que coincidentemente foi um dia após a morte de Tancredo Neves, o primeiro capítulo contou com uma homenagem póstuma ao presidente eleito feita pelo diretor da minissérie, Paulo José, onde ele ressaltava o propósito da cena final do último capítulo, uma comemoração pelo fim dos conflitos que nortearam a trama e o início da república, como uma associação com o fim da ditadura militar e a chegada da Nova República, pela qual Tancredo havia lutado e morrido antes que pudesse assumir o cargo de presidente, e declarou:
[...] Nós imaginávamos ao fazer este programa, que estas imagens ilustrariam bem o momento atual brasileiro de retomada do processo democrático, da Nova República. Mas hoje, o país está de luto. No entanto, nós acreditamos que a melhor forma de se homenagear um estadista que morre, é ajudar o seu país a caminhar com confiança e otimismo. Daí, a oportunidade da estreia desta série brasileira, que fala da construção de uma nação, da luta de nosso povo pela fixação de nossas fronteiras, de nossos medos, de nossas fraquezas... Mas também, de nossa coragem, de nossa força, de nossa fé no futuro, e esperança.— Paulo José

## Exibição
A previsão inicial fora de que fossem exibidos 25 capítulos, mas devido a alterações na grade da Globo no dia 24 de abril (por conta do sepultamento de Tancredo Neves) e nos dias 25 de abril, 2 e 15 de maio (por conta de amistosos da Seleção Brasileira de Futebol), a trama teve ao todo 26 capítulos. Além disso, um especial com os bastidores das suas gravações narrado por Lima Duarte (inicialmente previsto para exibição em 21 de abril de 1985, após o Fantástico, foi cancelado devido à cobertura da morte do presidente eleito Tancredo Neves em uma edição especial do Jornal Nacional realizada em pleno domingo e disponibilizado apenas a partir do lançamento em DVD em 2005, como conteúdo extra deste DVD).
Foi reexibida pela TV Globo pela primeira vez de 15 de março a 1.º de abril de 1988, em 12 capítulos, sendo substituída pela inédita O Pagador de Promessas; pela segunda vez de 10 a 21 de junho de 1991, em dez capítulos, dentro do bloco Vale a Pena Ver de Novo (apenas com as fases "Ana Terra" e "Capitão Rodrigo"), dividindo espaço com a reprise da telenovela Top Model; e pela terceira vez de 3 a 27 de janeiro de 1995, em 16 capítulos (dentro do Festival 30 Anos, bloco feito em homenagem aos 30 anos da emissora).
Foi reexibida na íntegra pelo Viva, de 2 de janeiro a 6 de fevereiro de 2012, substituindo Contos de Verão e sendo substituída por Dona Flor e Seus Dois Maridos.

### Outras Mídias
Em 19 de agosto de 2021, foi disponibilizada na íntegra pelo catálogo do Globoplay, como parte do Projeto Resgate e em homenagem póstuma a Paulo José e Tarcísio Meira. O especial da série ainda está incluído neste catálogo.

## Prêmios
O Tempo e o Vento recebeu o Prêmio Coral Negro de Melhor Vídeo no Festival de Cinema e Vídeo de Havana, em 1986.